# Melissa Boekelman
Melissa Boekelman (Dordrecht, 11 mei 1989) is een Nederlandse atlete uit Sittard, die is gespecialiseerd in het kogelstoten. Naast het kogelstoten deed ze aanvankelijk ook aan discus- en speerwerpen. Haar grootste succes behaalde ze in 2006 met het winnen van de wereldjeugdtitel bij het kogelstoten in Peking. Ze is meervoudig Nederlands kampioene op dit onderdeel en nam eenmaal deel aan de Olympische Zomerspelen.
Op 11 januari 2014 was ze in het Zwitserse Sankt Moritz als remster achter pilote Esmé Kamphuis deelneemster aan de zesde wedstrijd van de wereldbeker bobsleeën, waar de elfde plaats werd behaald. In februari van dat jaar was ze als reserve voor het bobsleeteam voor vrouwen aanwezig op Olympische Winterspelen in Sotsji.

## Biografie

### Verloop atletiekloopbaan
Boekelman doet sinds 1995 aan atletiek en is sinds 2006 aangesloten bij de sportclub Prins Hendrik in Vught. In haar eerste jaren werd zij getraind en begeleid door haar ouders. Vervolgens trainde zij onder andere twee jaar bij Corrie de Bruin. De jaren daarna had zij diverse trainers in binnen- en buitenland. Het onderdeel discuswerpen trainde zij enkele jaren in Vught onder begeleiding van Monique Kuenen. Voor het kogelstoten werd bondscoach Gert Damkat haar trainer. Vanaf 2016 traint zij samen met Tom Corstjens.
In 2005 won Melissa Boekelman twee gouden plakken tijdens het Europees Jeugd Olympisch Festival met kogel en discus. Haar prestatie bij het kogelstoten (15,95 m) was zelfs een toernooirecord.

### Wereldkampioene bij de junioren
In augustus 2006 werd ze in Peking op zeventienjarige leeftijd wereldkampioene bij de junioren kogelstoten. Ze kwalificeerde zich voor de finale met 16,47. In de middag won ze de wereldtitel met een prachtige serie van 17,66 - 16,56 - 16,56 - 16,55 - X - 16,85. Ze versloeg hiermee de Duitse Denise Hinrichs, die niet verder kwam dan 17,35. Dat jaar werd ze ook voor de eerste maal Nederlands indoorkampioene kogelstoten bij de vrouwen, een prestatie die zij een jaar later herhaalde.
Op 13 juni 2007 werd ze tweede op de Papendal Games met 17,09 achter Lieja Tunks-Koeman, die 17,83 stootte en tegenwoordig Canada vertegenwoordigt. Tijdens de nationale baankampioenschappen in Amsterdam in het weekend van 1 juli 2007 moest Boekelman bij het kogelstoten onverwacht haar meerdere erkennen in Denise Kemkers en genoegen nemen met de zilveren medaille. Na haar wereldjeugdtitel in 2006 werd Melissa Boekelman in de zomer van 2007 in Hengelo tevens Europees juniorenkampioene kogelstoten. Na Corrie de Bruin is Boekelman de tweede Nederlandse juniore, die er ooit in slaagde om in opeenvolgende jaren op een werpnummer zowel de wereld- als de Europese titel in de wacht te slepen. Daarnaast won ze in 2008 in het Poolse Bydgoszcz zilver op de wereldkampioenschappen voor junioren.

### Talent van het jaar
Melissa Boekelman maakte in 2007 kans om voor de Waterford Crystal European Athletics Rising Star Award in aanmerking te komen, een nieuwe prijs die door de European Athletic Association (EAA) in het leven is geroepen. Deze is bedoeld om de sterren van de toekomst te eren. Boekelman vertegenwoordigde als enige Nederland in de race om deze prijs.
Wel werd ze driemaal, in 2006, 2007 en 2008, door de Atletiekunie tot beste jeugdatlete van Nederland uitgeroepen: de Fanny Blankers-Koen Plaquette voor prestatie en gedrag op het gebied van de wedstrijdsport.
In 2009 werd Melissa Boekelman door NOC*NSF uitgeroepen tot talent van het jaar. De Brabantse atlete kreeg de bijbehorende trofee (een kunstwerk van Jits Bakker) op 2 augustus 2009 tijdens de Nederlandse kampioenschappen in het Olympisch Stadion uitgereikt door technisch directeur van NOC*NSF Maurits Hendriks.
Melissa Boekelman werd gesponsord door Nike.

## Kampioenschappen

### Internationale kampioenschappen
| Onderdeel   | Prestatie | Titel                       | Plaats  | Jaar |
| ----------- | --------- | --------------------------- | ------- | ---- |
| kogelstoten | 17,66 m   | Wereldkampioene junioren    | Peking  | 2006 |
|             | 16,51 m   | Europees kampioene junioren | Hengelo | 2007 |

### Nederlandse kampioenschappen
Outdoor
| Onderdeel   | Jaar                                                                   |
| ----------- | ---------------------------------------------------------------------- |
| kogelstoten | 2006, 2009, 2010, 2011, 2012, 2013, 2014, 2015, 2016, 2017, 2018, 2019 |

Indoor
| Onderdeel   | Jaar                                                 |
| ----------- | ---------------------------------------------------- |
| kogelstoten | 2006, 2007, 2008, 2010, 2011, 2013, 2016, 2017, 2018 |

## Persoonlijke records
Outdoor
| Onderdeel      | Prestatie | Datum        | Plaats   |
| -------------- | --------- | ------------ | -------- |
| kogelstoten    | 18,66 m   | 29 juli 2017 | Merksem  |
| discuswerpen   | 54,08 m   | 2 juni 2013  | Den Haag |
| speerwerpen    | 53,75 m   | 27 juni 2009 | Uden     |
| kogelslingeren | 48,56 m   | 4 juni 2016  | Sittard  |

Indoor
| Onderdeel   | Prestatie | Datum           | Plaats    |
| ----------- | --------- | --------------- | --------- |
| kogelstoten | 18,02 m   | 31 januari 2010 | Apeldoorn |

## Palmares

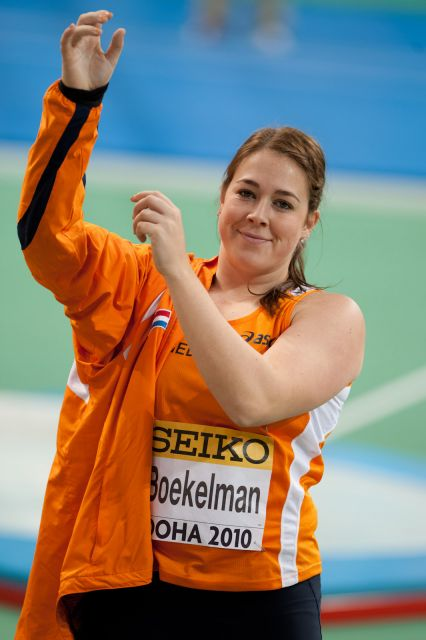
Tijdens de WK indoor 2010, Doha

### kogelstoten
- 2005:  EJOF – 15,95 m
- 2005: 4e EK U20 – 15,86 m
- 2006:  NK indoor – 15,92 m
- 2006:  NK – 16,49 m
- 2006:  WK U20 – 17,66 m
- 2007:  NK indoor – 17,02 m
- 2007:  NK – 16,35 m
- 2007:  EK U20 – 16,51 m
- 2008:  NK indoor – 17,11 m
- 2008:  NK – 16,38 m
- 2008: 7e Europese Wintercup – 16,63 m
- 2008:  WK U20 – 16,60 m
- 2009:  NK indoor – 17,25 m
- 2009: 8e EK indoor – 17,47 m (kwal. 17,74 m)
- 2009: 4e EK U23 – 17,37 m
- 2009:  NK – 17,29 m
- 2009:  Europese Wintercup – 16,97 m
- 2010:  NK indoor – 17,71 m
- 2010: 13e in kwal. WK indoor – 17,57 m
- 2010:  Gouden Spike – 18,17 m
- 2010:  NK – 17,85 m
- 2011:  NK indoor – 17,17 m
- 2011:  Gouden Spike – 17,70 m
- 2011:  EK U23 – 17,88 m
- 2011:  NK – 17,73 m
- 2012:  NK indoor – 16,59 m
- 2012: 12e Europese Wintercup – 16,36 m
- 2012:  Ter Specke Bokaal te Lisse – 17,14 m
- 2012:  Flynth Recordwedstrijden te Hoorn – 16,86 m
- 2012:  Gouden Spike – 16,99 m
- 2012:  NK – 17,00 m
- 2013:  NK indoor – 16,85 m
- 2013:  NK – 17,60 m
- 2014:  NK – 16,65 m
- 2014: 10e EK – 17,23 m
- 2015:  Gouden Spike – 17,23 m
- 2015:  NK – 17,34 m
- 2016:  NK indoor – 17,68 m
- 2016:  Ter Specke Bokaal – 17,66 m
- 2016:  NK – 18,09 m
- 2016: 8e EK – 17,92 m
- 2016: 7e in kwal. OS – 17,69 m
- 2017:  NK indoor – 17,54 m
- 2017: 12e in kwal. EK indoor – 17,19 m
- 2017:  Gouden Spike – 18,18 m
- 2017:  NK – 18,31 m
- 2018:  NK indoor – 17,34 m
- 2018:  NK – 18,36 m
- 2019:  NK – 17,70 m
- 2020:  NK indoor – 17,39 m
- 2021:  NK indoor – 17,00 m
- 2024: 5e NK - 16,15 m

### discuswerpen
- 2005:  EJOF – 51,80 m
- 2007:  NK – 48,09 m
- 2008:  NK – 50,03 m
- 2008: 8e Europese Wintercup – 47,21 m
- 2009: 9e Europese Wintercup – 49,29 m

## Onderscheidingen
- KNAU jeugdatlete van het jaar - 2006, 2007, 2008
- NOC*NSF talent van het Jaar - 2009